# Nera (flod i Rumænien)
 For alternative betydninger, se Nera. (Se også artikler, som begynder med Nera)
Nera (serbisk: Nera eller Нера, ungarsk: Néra) er en venstre biflod til Donau, der løber gennem Rumænien og Serbien; den løber ud nær Banatska Palanka. Den er 143 km lang og dens afvandingsområde er 1.380 km² (i Sortehavets afvandingsområde). Nera er ikke sejlbar.

## Rumænien
Nera har sit udspring i Semenic-bjergene, den østligste del af Banat-regionen, syd for byen Reșița, i distriktet Caraș-Severin i Rumænien. Dens kilde er nær bjergresortet Semenic, hvorfra den løber mod syd. Dens øverste del, opstrøms fra sammenløbet med Nerganița, kaldes også Nergana. Fra landsbyen Prigor, drejer Nera mod sydvest og løber mellem Semenic- og Banatbjergene. På denne del modtager Nera sin venstre biflod, Rudăria, og passerer langs mange landsbyer (Prilipeț, Dalboșeț, Moceriș), indtil den når Șopotu-Nou, hvor den drejer skarpt mod nordvest, stadig i en bue rundt om Semenic-bjergene. Den passerer landsbyerne Sasca Română, Sasca Montana, Slatina Nera og Naidăș, hvorefter den danner den grænsen mellem Rumænien og Serbien i de resterende 27 km.

## Grænsefloden
I grænsedelen løber Nera gennem lavningen Bela Crkva (Belocrkvanska kotlina; kyrillisk: Белоцркванска котлина), og bebyggelser på den rumænske side omfatter Lescovița, Zlatița og Socol, mens der på den serbiske side kun er én landsby ved selve floden, Kusić, med flere bosættelser i nærheden af floden: Kaluđerovo, byen Bela Crkva, Vračev Gaj og Banatska Palanka. Ved Vračev Gaj drejer floden mod syd og munder ud i Donau nær landsbyen Stara Palanka.
På den sidste del er Nera 20 - 40 meter bred med varierende dybder, og da flodlejet for det meste er af grus, vælter det ud i rækker af havbugter, fyldt med grumset vand. Selve udmundingen er et populært fiskested.

## Đerdap-søen
Efter opfyldningen af den kunstige Đerdap-søen, som er reservoir for vandkraftværket Iron Gate I Vandkraftværk (en), som stod færdigt i 1972, blev flodens udmunding i Donau oversvømmet. For at tillade den optimale elproduktion bør vandstanden i Nera ved mundingen ikke gå under 68 moh. mens den ikke må overstige det, hvis oversvømmelse af flodbredderne skal undgås. Siden midten af 1990'erne har der været betydelige problemer med at fastsætte flodens niveau, da processen er omkostningsfuld og kompliceret. I 2018 underskrev repræsentanter for Rumænien og Serbien en aftale om at løse problemet.

## Bebyggelser beliggende nær floden
I Rumænien: Prigor, Bozovici, Dalboșeț, Șopotu Nou, Sasca Montană, Naidăș, Socol
I Serbien: Kusić, Bela Crkva, Vračev Gaj, Banatska Palanka, Stara Palanka

## Bifloder
Følgende er bifloder til Nera (fra kilde til udmunding):
Fra venstre: Nerganița, Prigor, Rudăria, Bănia, Gârbovăț, Șopot, Bârz, Boinița, Răchita, Ogașu Mare, Haimeliug, Ogașu Porcului, Ulmu Mare, Ogașuȃu
Fra højre: Beg, Coșava, Hielișag, Pătășel, Miniș, Agriș, Lăpușnic, Oreștica, Moceriș, Ducin, Bresnic, Ogașu Alunilor, Radovanu, Valea Rea, Padina Seacă, Lindina, Lindina,